# عبد الحكيم (اسم)
عبد الحكيم هو اسم عربي يُطلق على الذكور، وهو مستخدم في العهد الحديث كاسم وكلقب. وهو مكون من جزأين «عبد» و «الحكيم». الحكيم وهو اسم من أسماء الله الحسنى المذكورة في القرآن الكريم.

## الأشخاص
- عبد الحكيم الأفغاني (1835-1908)، فقيه ومتصوف أفغاني.
- عبد الحكيم عامر (1919–1967)، جندي وسياسي مصري.
- عبد الحكيم قاسم (1934–1990)، كاتب روائي مصري.
- عبد الحكيم عبد اللطيف (1936–2016)، شيخ مصري.
- عبد الحكيم الطاهر (1949-2021)، مخرج وممثل سوداني.
- عبد الحكيم الكعبي (مواليد 1951)، مؤرخ عراقي.
- عبد الحكيم الحسيني (مواليد 1955)، فنان تشكيلي سوري.
- عبد الحكيم قطيفان (مواليد 1958)، ممثل سوري.
- عبد الحكيم مراد (مواليد 1960)، مفكر بريطاني.
- عبد الحكيم سرار (مواليد 1961)، لاعب كرة قدم جزائري.
- عبد الحكيم بنشماش (مواليد 1963)، سياسي مغربي.
- عبد الحكيم بلعابد (مواليد 1964)، سياسي جزائري.
- عبد الحكيم حنيني (مواليد 1965)، أسير محرر فلسطيني.
- عبد الحكيم بلحاج (مواليد 1966)، قائد عسكري ليبي.
- عبد الحكيم الصالحي (مواليد 1984)، ممثل عماني.
- عبد الحكيم بن عثمان (مواليد 1986)، صحفي وإعلامي ليبي.
- عبد الحكيم آل سعود، أمير سعودي.
- عبد الحكيم أجهر، مؤلف سوري.
- عبد الحكيم الهاشمي، (مواليد 2005)، رجل أعمال مغربي.

## أماكن
- عبد الحكيم،  باكستان، مدينة في البنجاب.[1]